# Referendum w Irlandii w 2015 roku
Referendum w Irlandii w 2015 roku – odbyło się 22 maja i dotyczyło wprowadzenia w irlandzkiej konstytucji zmian w dwóch kwestiach: wprowadzenia małżeństw osób tej samej płci oraz obniżenia wieku uprawniającego do kandydowania w wyborach prezydenckich. 
Rząd nie wykluczał, że uwzględni w referendum dodatkowe pytania, np. dotyczące zmian w prawie patentowym, jednak w styczniu 2015 zaproponował tylko dwie kwestie, porzucając również tę dotyczącą obniżenia wieku czynnego prawa wyborczego do 16 lat.

## Konwencja Konstytucyjna
W lipcu 2012 parlament Irlandii przyjął na wniosek rządu rezolucję powołującą do życia Konwencję Konstytucyjną. Konwencja została zobligowana do rozpatrzenia następujących kwestii:
1. skrócenia kadencji prezydenta do 5 lat;
2. obniżenia wieku wyborczego do 17 lat (później zamienione na 16[7]);
3. zmian w systemie wyborczym do Dáil Éireann;
4. udzielenia obywatelom Irlandii zamieszkałym za granicą prawa głosowania w wyborach prezydenckich;
5. małżeństw osób tej samej płci;
6. poprawki w przepisie o roli kobiet w domu i zachęty do zwiększenia udziału kobiet w życiu publicznym;
7. zwiększenia udziału kobiet w polityce;
8. wykreślenia z konstytucji przepisu głoszącego, że bluźnierstwo jest przestępstwem;
9. po ukończeniu dyskusji nad wspomnianymi sprawami, także innych istotnych poprawek do konstytucji, które mogłaby zarekomendować.

W skład 100-osobowej Konwencji Konstytucyjnej weszli:
- przewodniczący, wskazany przez rząd,
- 66 obywateli i obywatelek z czynnym prawem wyborczym wybranych losowo tak, aby zasadniczo odzwierciedlać skład irlandzkiego społeczeństwa,
- po jednym przedstawicielu tych partii reprezentowanych w Zgromadzeniu Irlandii Północnej, które przyjęły zaproszenie do udziału w Konwencji,
- posłowie i senatorowie, reprezentujący ponadpartyjnie obie izby irlandzkiego parlamentu.

## Kwestia wieku wyborczego
W pierwszym sprawozdaniu Konwencji z 26 marca 2013 zawarte były rekomendacje dotyczące obniżenia czynnego prawa wyborczego do 16 lat oraz obniżenia wieku uprawniającego do kandydowania w wyborach prezydenckich z 35 do 21 lat, a także zmian w regułach nominowania kandydatów na prezydenta. Konwencja nie poparła rządowej propozycji skrócenia kadencji prezydenta do 5 lat. W odpowiedzi na rekomendacje Konwencji rząd zapowiedział rozpisanie referendum w sprawie wieku wyborczego i wieku uprawniającego do kandydowania na urząd prezydenta.

## Kwestia małżeństw jednopłciowych
Konwencja Konstytucyjna dyskutowała nad kwestią małżeństw jednopłciowych na sesji 13–14 kwietnia 2013. Członkowie Konwencji opowiedzieli się za wprowadzeniem do konstytucji przepisu dotyczącego małżeństw osób tej samej płci, jak również za tym, aby regulacja ta nie tylko umożliwiała, lecz również wprost obligowała do wprowadzenia takich małżeństw. Konwencja postulowała ponadto przyjęcie odpowiednich zmian w prawie rodzinnym i opiekuńczym.
Rząd odpowiedział na rekomendacje Konwencji Konstytucyjnej pozytywnie, zapowiadając rozpisanie referendum w tej sprawie i „aktywne poparcie” dla proponowanych zmian. Wiceminister Allan Shatter, prezentujący stanowisko rządu na forum parlamentu, zadeklarował przy tym, że zmiany w prawie rodzinnym i opiekuńczym regulujące sytuację dzieci wychowywanych przez pary jednopłciowe rząd uznaje za niezbędne niezależnie od rozstrzygnięcia kwestii małżeństw.

## Wyniki

### Uznanie małżeństw osób tej samej płci
Poprawka została przyjęta.
| Głosy          | Liczba głosów | %      |
| -------------- | ------------- | ------ |
| Tak            | 1 201 607     | 62,07% |
| Nie            | 724 300       | 37,93% |
| Głosy nieważne | 13 818        | 0,71%  |
| Razem          | 1 949 725     | 100%   |
| Frekwencja     | 60,52%        | 60,52% |

### Obniżenie wieku wyborczego
Poprawka została odrzucona.
| Głosy          | Liczba głosów | %      |
| -------------- | ------------- | ------ |
| Tak            | 520 898       | 26,94% |
| Nie            | 1 412 602     | 73,06% |
| Głosy nieważne | 15 938        | 0,82%  |
| Razem          | 1 949 438     | 100%   |
| Frekwencja     | 60,51%        | 60,51% |